# Акосмизам
Акосмизам (од грч. ἀ-κόσμος - не-свет) је метафизичко схватање које негира постојање стварног света, јер га сматра илузијом, а тврди да збиљски постоји само апсолут као бесконачна једност. 
Појам је исковао Хегел да њиме означи филозофски систем Баруха Спинозе, према коме је свет потпуно у Богу. Учење слично акосмизму заступа и будизам.